# Haydée Santamaría

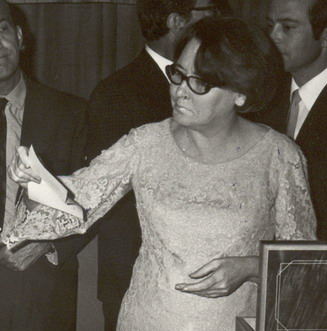
Haydée Santamaría in 1968

Haydée Santamaría Cuadrado (bijnaam: Yeyé) (1922 - Havana, 28 juli 1980) was een Cubaanse revolutiestrijdster. Zij maakt met Melba Hernández, Vilma Espín en Celia Sánchez deel uit van een belangrijk viertal van revolutionaire vrouwen.
Haydée Santamaría groeide op als tweede van vijf kinderen, op een suikerrietplantage in Centraal Cuba. Haar ouders waren van Spaanse afkomst. In 1948 verhuisde ze naar Havana, om daar op haar jongere broer Abel Santamaría te letten. Abel Santamaría was een kennis van Fidel Castro, naar wie Haydée Santamaría met interesse luisterde.
Op 26 juli 1953 nam Haydée Santamaría deel aan de door Fidel Castro geleide aanval op de Moncada kazerne in Santiago de Cuba. Deze aanval, waaraan buiten Haydée Santamaría nog één andere vrouw deelnam (Melba Hernández), mislukte toen de colonne van 119 aanvallers opgemerkt werd door een legerpatrouille. Tientallen aanvallers, onder wie Santamarías broer Abel, werden opgepakt en na foltering vermoord door de troepen van Fulgencio Batista. 
Haydée Santamaría overleefde de gevangenschap, raakte betrokken bij de oprichting van de beweging van de 26ste Juli, en als guerrillera streed zij verder voor de Cubaanse Revolutie. Zij was een van de belangrijkste vrouwelijke revolutionairen en in Latijns-Amerika staat zij model voor de deelname van vrouwen aan de revolutie. Haydée is een voornaam die in Latijns-Amerika door feministische moeders vaak aan meisjes wordt gegeven.
Nadat op 1 januari 1959 Battista werd verjaagd richtte zij het Casa de las Américas (Amerikahuis, een cultureel centrum dat deel uitmaakt van het Cubaanse Ministerie van Cultuur) op, waar zij vanaf de oprichting in 1959 tot haar dood in 1980 directrice van was. Ook was ze lid van het Centraal Comité van de Communistische Partij van Cuba.
Op 28 juli 1980 pleegde Haydée Santamaría zelfmoord. Over de reden waarom zij dat deed wordt gespeculeerd, maar bestaat geen zekerheid. Sommigen menen dat zij teleurgesteld was doordat Castro zijn politieke beleid te veel zou afstemmen op dat van de Sovjet-Unie. Anderen menen dat zij zelfmoord pleegde overmand door verdriet na het overlijden van haar vriendin en medeguerrillera Celia Sánchez. Nadat zij jaren eerder haar broer en diverse vrienden had verloren zou zij dit verdriet niet meer kunnen dragen.
Haydée Santamaría was getrouwd met Armando Hart Dávalos (1930-2017), die Minister van Cultuur was.